# 耶茨 (密蘇里州)
耶茨（英語：Yates）是位於美國密蘇里州蘭道夫縣的非建制地區。

## 歷史
名為耶茨維爾的郵局於1879年設立，1882年更名為耶茨，其後於1954年停運。

## 地理
耶茨所處的海拔為高於海平面257米（即843英呎），而該地所採用的時區為UTC-6，即北美中部時區（CST）。同時該地設有夏令時間，為UTC-6調快一小時，即UTC-5（CDT）。